# Tom og Mette på sporet
Tom og Mette på sporet är en norsk svartvit familjefilm från 1952, i regi av Lauritz Falk. I titelrollerna ses Pål Bang-Hansen och Vibeke Falk.

## Handling
Tvillingarna Tom och Mette har förläst sig på Skattkammarön. På tåget till Fredrikstad överhör de ett samtal mellan två män om skatter gömda på Kråkerøya och tror att de har att göra med smugglare. De följer bilspåren till ön och upptäcker att männen håller på med något mystiskt. De hittar en grotta där de blir överraskade av den ene mannen. Han visar sig vara inte en smugglare, men en arkeolog som håller med utgrävningar av stenåldersboplatser. Han berättar för barnen om stenålderslivet för 4 000 år sedan.
Barnen får också pröva att hugga till en stenåldersbåt med flintayxa. När de ska pröva båten driver den iväg från dem och de blir strandsatta på en liten holme där de tvingas leva som stenåldersmänniskor. Eftersökningar inleds för att hitta dem, vilket också sker. Filmen slutar med att Tom och Mette håller föredrag för vännerna på vinden i huset där de bor.

## Rollista
- Pål Bang-Hansen – Tom
- Vibeke Falk – Mette
- Odd Bang-Hansen – fadern
- Lauritz Falk – flygaren
- Anders Hagen – konservatorn
- Erling Johansen – sig själv
- Hartvig Kiran – nyhetsuppläsaren
- Aslak Liestøl – stenåldersmannen
- Per Skavlan – marinofficeren

## Produktion
Filmen är baserad på barnboken Mette och Tom som skattgrävare av Odd Bang-Hansen. Den är en av de första norska spelfilmerna som bygger på en barnbok. Boken gjordes om till filmmanus av regissören Lauritz Falk och Per Borgersen. Filmen producerades av Borgersen för Norsk Film A/S och Norsk dokumentarfilm. Den fotades av Tore Breda Thoresen och Gunnar Syvertsen och hade premiär den 17 mars 1952 i Norge. Musiken komponerades av Maj Sønstevold.